# 布拉扬·罗达列加斯
布拉扬·罗达列加斯（西班牙語：Brayan Santiago Rodallegas Carvajal，1997年11月15日—），哥伦比亚男子举重运动员，2019年泛美运动会男子81公斤级金牌得主、2019年世界举重锦标赛男子81公斤级铜牌得主、2022年世界举重锦标赛男子89公斤级银牌得主。